# Pernille Blume
Pernille Blume (ur. 14 maja 1994 w Herlev) – duńska pływaczka, specjalizująca się głównie w stylu dowolnym, mistrzyni olimpijska z Rio de Janeiro (2016).
Mistrzyni Europy na basenie 25 m ze Szczecina w sztafecie 4 × 50 m stylem zmiennym i wicemistrzyni w sztafecie 4 × 50 m stylem dowolnym. Mistrzyni Europy na krótkim basenie z Chartres w sztafecie 4 × 50 m stylem dowolnym oraz zmiennym.
Uczestniczka igrzysk olimpijskich w Londynie na 50 (24. miejsce), 100 (19. miejsce) i 200 m stylem dowolnym (24. miejsce) oraz w sztafetach 4 × 100 m stylem dowolnym (6. miejsce) i zmiennym (7. miejsce).
Na igrzyskach olimpijskich w Rio de Janeiro zdobyła złoty medal na dystansie 50 m stylem dowolnym uzyskując w finale czas 24,07. Płynęła także w duńskiej sztafecie 4 × 100 m stylem zmiennym i razem z Mie Nielsen, Rikke Møller Pedersen i Jeanette Ottesen wywalczyła brązowy medal. Sztafeta duńska, która przypłynęła tylko 0,01 s za drugimi Australijkami, uzyskała czas 3:55,01 i poprawiła rekord Europy.
W 2017 roku podczas mistrzostw świata w Budapeszcie zdobyła brązowy medal na dystansie 100 m stylem dowolnym, na każdym etapie konkurencji poprawiając rekord swojego kraju. W finale uzyskała czas 52,69. W finale 50 m kraulem zajęła czwarte miejsce i czasem 24,00 pobiła rekord Danii.